# Ират (Луизиана)
Ират (англ. Erath) — город в приходе Вермилион штата Луизиана, США. Входит в состав микрополитенского статистического ареала Эббивилла. Населённый пункт официально оформился в качестве села в 1899 году, насчитывая около 400 жителей. По переписи 2000 года в Ирате проживало 2187 человек. В поселении находится музей Акадианы.